# Еверсон (Пенсільванія)
Еверсон (англ. Everson) — місто (англ. borough) в США, в окрузі Файєтт штату Пенсільванія. Населення — 771 особа (2020).

## Географія
Еверсон розташований за координатами 40°5′25″ пн. ш. 79°35′13″ зх. д. / 40.09028° пн. ш. 79.58694° зх. д. (40.090360, -79.587034).  За даними Бюро перепису населення США в 2010 році місто мало площу 0,50 км², уся площа — суходіл.

## Демографія
Згідно з переписом 2010 року, у селищі мешкали 793 особи в 335 домогосподарствах у складі 208 родин. Густота населення становила 1585 осіб/км².  Було 375 помешкань (750/км²).
Расовий склад населення:
| - 95,5 % — білих - 2,1 % — чорних або афроамериканців - 0,5 % — азіатів |

До двох чи більше рас належало 1,1 %. Частка іспаномовних становила 1,5 % від усіх жителів.
За віковим діапазоном населення розподілялося таким чином: 20,9 % — особи молодші 18 років, 64,7 % — особи у віці 18—64 років, 14,4 % — особи у віці 65 років та старші. Медіана віку мешканця становила 39,8 року. На 100 осіб жіночої статі у селищі припадало 89,3 чоловіків;  на 100 жінок у віці від 18 років та старших — 87,2 чоловіків також старших 18 років.
Середній дохід на одне домашнє господарство  становив 40 727 доларів США (медіана — 34 167), а середній дохід на одну сім'ю — 56 337 доларів (медіана — 56 563). Медіана доходів становила 31 875 доларів для чоловіків та 31 581 долар для жінок. За межею бідності перебувало 15,6 % осіб, у тому числі 23,5 % дітей у віці до 18 років та 22,9 % осіб у віці 65 років та старших.
Цивільне працевлаштоване населення становило 344 особи. Основні галузі зайнятості: роздрібна торгівля — 17,7 %, виробництво — 16,6 %, освіта, охорона здоров'я та соціальна допомога — 16,0 %.